# Quedius auricomus
Quedius auricomus är en skalbaggsart som beskrevs av Ernst Hellmuth von Kiesenwetter 1850. Quedius auricomus ingår i släktet Quedius, och familjen kortvingar. Arten har ej påträffats i Sverige.